# Víctor Gutiérrez Santiago
Víctor Julián Gutiérrez Santiago (Madrid, 6 de marzo de 1991) es un waterpolista y político español, miembro de la selección nacional y del Real Canoe Natación Club. Desde 2021 es Secretario de Políticas LGTBI del Partido Socialista Obrero Español. En 2023 tomó el cargo de diputado nacional en la XV legislatura.

## Biografía
Comenzó a jugar al waterpolo en el Club Natación La Latina a los 8 años. Con 16 ingresó en el Centro de Alto Rendimiento (CAR) deportivo de Madrid, donde empezó a compaginar su desarrollo como deportista con su formación académica. A los 18 años fichó por el club madrileño Real Canoe Natación Club, firmando su primer contrato como profesional. En el Real Canoe fue capitán del equipo durante 4 años, desde el año 2015 hasta su marcha en 2019. Después de 10 años en el equipo madrileño, siendo las tres últimas temporadas el máximo goleador de la competición nacional, en mayo de 2019 ficha por el Club Natació Terrassa.En 2022, tras tres temporadas en Cataluña, se traslada de nuevo a Madrid para comenzar su carrera política, y regresa al Real Canoe, en el que juega actualmente.
Tiene los títulos de subcampeón de Europa sub-18, subcampeón del mundo sub-20, subcampeón de la Copa del Rey en 2013 y 2020, y ha sido el máximo goleador de la División de Honor española las temporadas 2016/17, 2017/18 y 2018/19. Ha sido internacional en más de 70 ocasiones con la Selección de waterpolo de España, habiendo disputado el Mundial del año 2017 en Budapest.

### Activista LGTBI
Hizo pública su homosexualidad en una entrevista en 2016 en la revista Shangay Express, lo que le convirtió en el primer deportista de élite de deporte de equipo en hablar abiertamente de su orientación sexual y hacerse visible. Es mismo año, fue incluido en la lista de Los 50 homosexuales más influyentes de España de El Mundo, en el puesto 47.
Durante la temporada 2021/22, sufrió insultos homófobos mientras competía. Víctor Gutiérrez denunció los hechos a través de un vídeo en sus redes sociales. Tras ello, la Real Federación Española de Natación (RFEN), abrió un proceso de investigación para esclarecer los hechos.
Finalmente, el 30 de abril de 2021, la RFEN sancionó al waterpolista serbio, Nemanja Ubovic, del CN Sabadell, por insultos homófobos contra Víctor Gutiérrez. Fue un suceso histórico, al tratarse de la primera sanción por homofobia en el deporte en España.
Su labor como activista LGTBI+ dentro del mundo del deporte le ha hecho ser premiado y galardonado en numerosas ocasiones. Algunas de las distinciones más destacadas son el Premio a la Diversidad en el Deporte en los II Premios Alan Turing, o el Premio a la Visibilidad en el Deporte concedido por Madrid Diversa, entre otros. Desde el año 2016 ha sido incluido ininterrumpidamente en la lista de las "100 personas LGTBI más influyentes de España" publicada por el diario El Mundo.[cita requerida]
Formado como educador en Deporte y Diversidad por la Comunidad de Madrid, es un conferenciante especializado en materia LGTBI. Ha colaborado dando charlas y formaciones con ayuntamientos, federaciones deportivas y con empresas como ING, Google, Correos o Renault entre muchas otras.[cita requerida]
En 2022 publicó su primer libro, Balón amarillo, bandera arcoíris, en el que relata su historia y sus vivencias como deportista homosexual en la élite, y reflexiona sobre las barreras y dificultades a las que el colectivo se enfrenta en el ámbito deportivo.

### Salto a la política
El 17 de octubre de 2021, fue nombrado Secretario de Políticas LGTBI del PSOE por el Secretario General del partido, Pedro Sánchez, durante el 40 congreso que se celebró en Valencia.
El 5 de diciembre de 2023 tomó el cargo de diputado por Madrid de las Cortes Generales en la XV legislatura, en sustitución de Óscar López Águeda.

### Formación
Es doble graduado en Periodismo y Comunicación Audiovisual por la Universidad Rey Juan Carlos, tiene un Máster en Comunicación Corporativa, Eventos y Protocolo por el ESERP , y un MBA por la UCAM.

## Publicaciones
- Balón amarillo, bandera arcoíris